# Cassie Sharpe
Cassie Sharpe (* 14. September 1992 in Calgary) ist eine kanadische Freestyle-Skierin. Sie startet in den Disziplinen Halfpipe und Slopestyle.

## Werdegang
Sharpe nimmt seit 2011 an Wettbewerben FIS und der AFP World Tour teil. Dabei holte sie im Februar 2011 mit einem dritten und einem zweiten Rang auf der Halfpipe bei der URTUR und Nor Am Cup in Killington ihre erste Podestplatzierungen. In der Saison 2011/12 siegte sie im Halfpipe-Wettbewerb bei der Canada Post Freestyle Frenzy Open Tour in Calgary und bei der Pipe Open Series in Truckee. Ebenfalls in der Saison errang sie im Slopestyle beim Canadian Shield in Mont-Tremblant und beim 7th Annual Showdown Hoedown Throwdown in Silver Star Mountain den zweiten Rang und bei den Aspen/Snowmass Open den dritten Platz. Ihr Debüt im Weltcup hatte sie im März 2012 in Mammoth, welches sie auf den 17. Rang auf der Halfpipe beendete.
In der Saison 2013/14 siegte sie auf der Halfpipe bei der Canadian Open Tour in Mount Saint Louis bei den Aspen/Snowmass Open und beim Snowcrown Ski and Snowboard Festival in Blue Mountain. Den zweiten Rang belegte sie im Slopestyle beim Snowcrown Ski and Snowboard Festival und bei der Dew Tour Am Series in Sun Peaks. Im März 2014 wurde sie kanadische Meisterin in den Disziplinen Halfpipe und Slopestyle. Zum Saisonende kam sie im Slopestyle beim AFP World Tour Finale in Whistler auf den dritten Rang und erreichte damit den dritten Platz in der AFP World Tour Gesamtwertung. Bei den Freestyle-Skiing-Weltmeisterschaften 2015 am Kreischberg gewann sie die Silbermedaille im Halfpipe-Wettbewerb. Im März 2015 holte sie beim Weltcup und SFR Freestyle Tour in Tignes auf der Halfpipe ihren ersten Weltcupsieg. Im Halfpipe-Weltcup erreichte sie den vierten Rang.
Zu Beginn der Saison 2015/16 belegte sie den zweiten Platz bei der Winter Dew Tour in Breckenridge auf der Halfpipe. Im weiteren Saisonverlauf wurde sie bei den Winter-X-Games 2016 in Aspen Vierte im Superpipe-Wettbewerb und gewann bei den X-Games Oslo 2016 in Oslo die Goldmedaille auf der Superpipe. Nach Platz zwei in der Halfpipe bei der U.S. Revolution Tour in Copper Mountain zu Beginn der Saison 2016/17, wurde sie Siebte bei den Winter-X-Games 2017 und siegte beim Weltcup in Tignes. Sie erreichte damit den vierten Platz im Halfpipe-Weltcup.
Bei den Freestyle-Skiing-Weltmeisterschaften 2017 in Sierra Nevada errang sie den 25. Platz in der Halfpipe. In der Saison 2017/18 siegte sie beim Weltcup in Cardrona, in Snowmass und in Tignes und bei der Winter Dew Tour in Breckenridge und belegte damit den siebten Platz im Gesamtweltcup und den ersten Rang im Halfpipe-Weltcup. Bei den Winter-X-Games 2018 in Aspen gewann sie die Bronzemedaille und bei den Olympischen Winterspielen 2018 in Pyeongchang die Goldmedaille in der Halfpipe. In der folgenden Saison gewann sie mit ersten Plätzen und einem zweiten Platz erneut den Halfpipe-Weltcup. Bei den Weltmeisterschaften 2019 in Park City holte sie die Halfpipe-Silbermedaille und bei den Winter-X-Games 2019 die Goldmedaille. Im folgenden Jahr wurde sie Dritte bei den Winter-X-Games.
Ihr jüngerer Bruder Darcy (* 1996) ist als Snowboarder aktiv. 2023 wurde Cassie Sharpe Mutter.

## Erfolge

### Olympische Spiele
- Pyeongchang 2018: 1. Halfpipe

### Weltmeisterschaften
- Kreischberg 2015: 2. Halfpipe
- Sierra Nevada 2017: 25. Halfpipe
- Park City 2019: 2. Halfpipe

### Weltcupsiege
Sharpe errang bisher neun Podestplätze im Weltcup, davon acht Siege:
| Datum             | Ort      | Land               | Disziplin |
| ----------------- | -------- | ------------------ | --------- |
| 12. März 2015     | Tignes   | Frankreich         | Halfpipe  |
| 7. März 2017      | Tignes   | Frankreich         | Halfpipe  |
| 1. September 2017 | Cardrona | Neuseeland         | Halfpipe  |
| 12. Januar 2018   | Snowmass | Vereinigte Staaten | Halfpipe  |
| 22. März 2018     | Tignes   | Frankreich         | Halfpipe  |
| 16. Februar 2019  | Calgary  | Kanada             | Halfpipe  |
| 9. März 2019      | Mammoth  | Vereinigte Staaten | Halfpipe  |
| 1. Februar 2020   | Mammoth  | Vereinigte Staaten | Halfpipe  |

### Weltcupwertungen
| Saison  | Gesamt | Gesamt | Halfpipe | Halfpipe |
| Saison  | Platz  | Punkte | Platz    | Punkte   |
| ------- | ------ | ------ | -------- | -------- |
| 2011/12 | 139.   | 3      | 29.      | 14       |
| 2012/13 | 153.   | 4      | 32.      | 22       |
| 2013/14 | 154.   | 5      | 30       | 25       |
| 2014/15 | 31.    | 29     | 4.       | 145      |
| 2015/16 | 77.    | 15,2   | 12.      | 76       |
| 2016/17 | 22.    | 37     | 4.       | 185      |
| 2017/18 | 7.     | 54,83  | 1.       | 329      |
| 2018/19 | 11.    | 56     | 1.       | 280      |
| 2019/20 | 68.    | 20     | 14.      | 100      |
| 2021/22 | -      | -      | 7.       | 126      |

### Winter-X-Games
- Winter-X-Games 2016: 4. Halfpipe
- X-Games Oslo 2016: 1. Halfpipe
- Winter-X-Games 2017: 7. Halfpipe
- Winter-X-Games 2018: 3. Halfpipe
- Winter-X-Games 2019: 1. Halfpipe
- Winter-X-Games 2020: 3. Halfpipe
- Winter-X-Games 2021: 2. Halfpipe
- Winter-X-Games 2025: 1. Halfpipe